# Amphipholis tetracantha
Amphipholis tetracantha är en ormstjärneart som beskrevs av Matsumoto 1941. Amphipholis tetracantha ingår i släktet Amphipholis och familjen trådormstjärnor. Inga underarter finns listade i Catalogue of Life.